# Kokkosaari (ö i Södra Savolax, Nyslott, lat 61,75, long 29,15)
Kokkosaari är en ö i Finland. Den ligger i sjön Pihlajavesi och i kommunen Nyslott i  landskapet Södra Savolax, i den sydöstra delen av landet, 280 km nordost om huvudstaden Helsingfors. Öns area är 4,8 hektar och dess största längd är 390 meter i sydöst-nordvästlig riktning.